# Cuina vegetariana

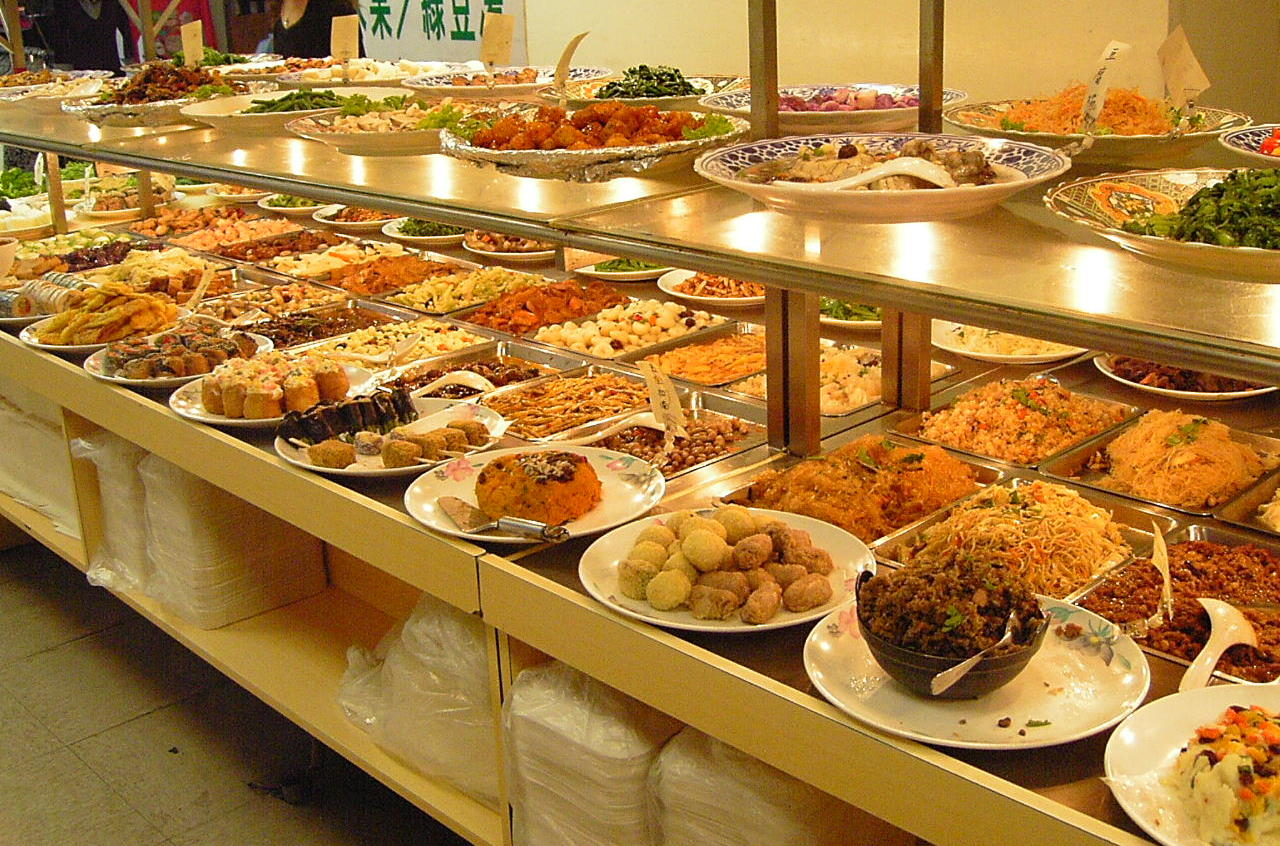
Menjar vegetarià

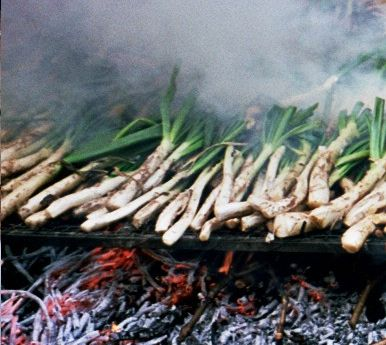
També són vegetarians: Els calçots, la salsa de calçots, el pa torrat amb allioli...

La cuina vegetariana és la cuina que no utilitza ingredients que són el resultat de la mort d'un animal, ni directa (per exemple, un bistec de carn) ni indirectament (per exemple una panna cotta feta amb gelatina animal). Un subconjunt d'aquesta mena de cuina és la cuina vegana, que a més d'evitar aquests productes exclou els productes elaborats pels animals, encara que no hagin de morir perquè els obtinguem, com per exemple la mel d'abella, els ous i la llet de vaca o altre mamífer.
No es tracta d'una gastronomia homogènia ni coherent, no té cap gramàtica ni tradicions ni costums. Es tracta d'un conjunt de plats, llaminadures i begudes d'orígens diferents amb com a sol nexe d'unió la no necessitat de matar animals per a elaborar-los. En general, poden ser consumits per vegetarians i per no vegetarians.
Es poden agrupar en dos grans grups: els tradicionals, que de manera natural i originalment ja compleixen els requisins vegetarians, com és el cas del pa amb tomàquet, per exemple; i els que s'han creat expressament per a complir-los, com per exemple una panna cotta a la que se substitueixi la gelatina de peix per agar-agar d'alga.
- Al primer grup entrarien les cuines tradicionals de cultures vegetarianes (com la budista) i els plats "casualment" vegetarians de cuines omnívores (com uns ous ferrats amb patates).
- Al segon grup hi entren tant les variants que eviten ingredients (un biquini sense pernil), les que canvien ingredients animals per ingredients naturals i normals (un biquini amb pebrot en comptes de pernil), les que els canvien per succedanis o productes industrials, artificials o aliens a la cultura del plat (un biquini amb un embotit de proteïna de soja en comptes de pernil), els plats completament creats de manera artificial (per exemple, el seitan), els succedanis (com el francfurt de proteïna de soia) i els productes afegits de manera artificiosa suposadament per a compensar possibles baixos nivells de proteïnes, vitamines, minerals o altres nutrients.

## Cuines tradicionals

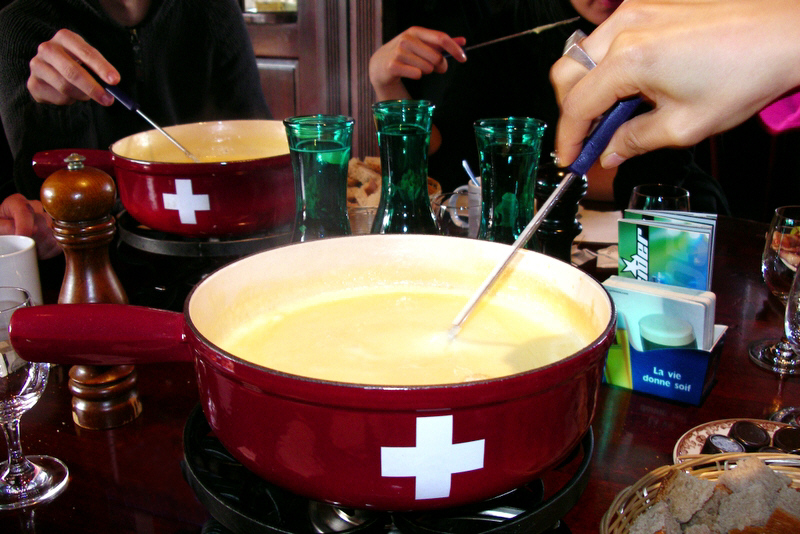
Fondue suïssa a base de formatge, vi blanc i pa

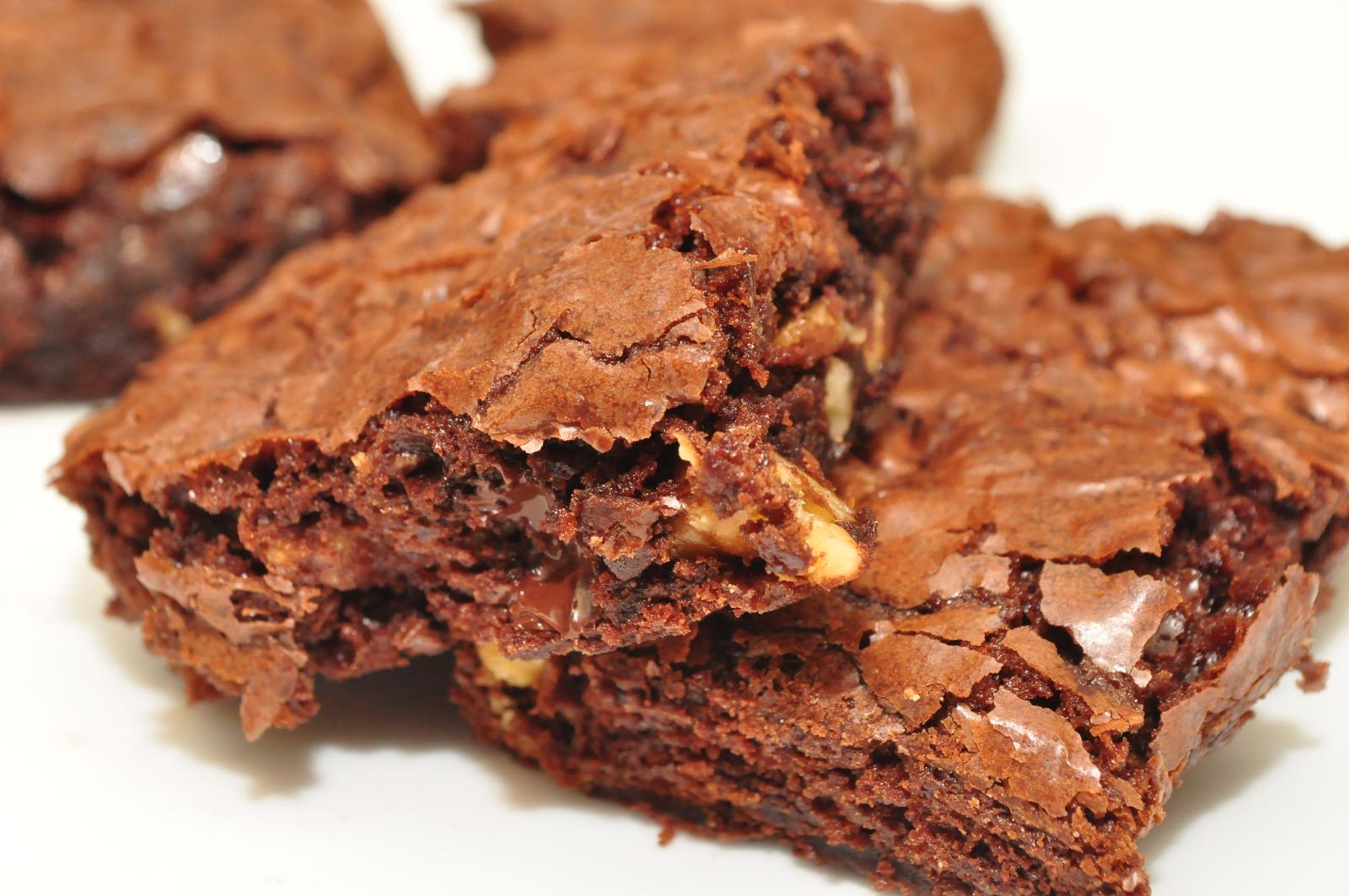
Pastís de xocolata estatunidenc, no és vegà però sí és vegetarià

La gastronomia mediterrània és una font important de plats i dolços vegetarians, tant els més genèrics; com amanides, sopes fredes o calentes, bunyols de verdures, truites, coques, gelats, cremes i pastissos; com molts de molt específics, com per exemple el trempó, la paella de verdures, la salsa romesco o el torró. Als Països Catalans presenta a més l'avantatge que es troben fàcilment a restaurants i càterings, i que els ingredients no només solen ser fàcils de trobar sinó que normalment són locals, cosa que pot interessar als adeptes del localisme, quilòmetre zero, slow food, sostenibilitat, medi ambient, contaminar menys, impulsar l'economia local, comerç just, etc.
També hi ha força opcions vegetarianes a la cuina balcànica (dolmes, etc.), la germànica (moltes idees a base de patata, com per exemple les famoses boles o Knödel; de salses, com la verda de Frankfurt; de postres i pastissos, com el plum cake, etc.) i a la cuina de l'Orient Mitjà, no molt allunyada de la magribina (ni per tant de la mediterrània).
A l'Àfrica subsahariana es poden trobar algunes gastronomies quasi-vegetarianes, com és el cas de la cuina etíop, que ha desenvolupat moltes propostes perquè s'hi menja vegetarià almenys dos dies a la setmana per motius religiosos.
A Àsia, cuines com la de l'Índia i la del Nepal també compten amb un ampli ventall de cuina vegetariana, i fins i tot vegana, per motius religiosos. Tanmateix, també és fàcil menjar vegetarià i variat dintre de la cuina japonesa tradicional, per exemple, amb la sopa de miso, tempura, etc. així com a les cuines del sud-est asiàtic.
Fins i tot la cuina tex-mex americana té propostes vegetarianes en origen, com el guacamole o els nachos amb formatge.
Les begudes rarament presenten problemes als vegetarians. Els vegans sí que han d'evitar les que contenen llets animals (per exemple un cafè amb llet) o productes làctics (iogurt, nata...), ous i mel.

## Substitucions casolanes

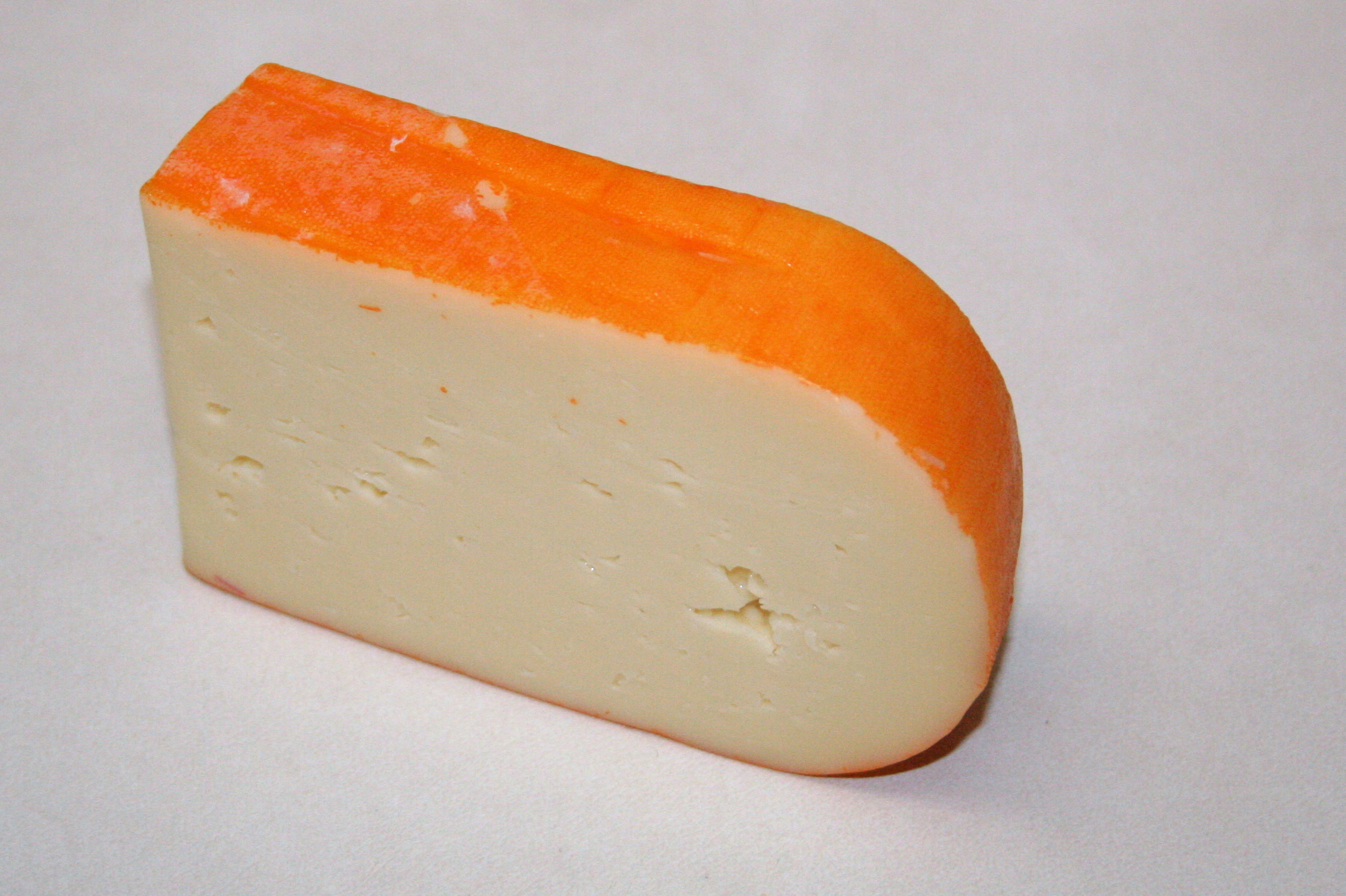
El formatge de Maó és estrictament vegetarià perquè, a diferència de molts altres formatges, està fet amb quall vegetal i no amb quall obtingut de tripes animals.

La manera més fàcil de convertir un plat de carn o peix en vegetarià és fer-lo tal qual però excloent aquests ingredients. Evidentment plats com el peix fregit o el pollastre a l'ast no es poden transformar en vegetarians per aquest mètode, però sí que és aplicable a amanides, arrossos, pastes, coques, panades, sopes, estofats, etc. Opcionalment es pot compensar la manca d'un ingredient d'origen animal afegint més quantitat o varietat d'altres ingredients, com formatges, bolets, hortalisses, fruita seca, etc.
En comptes de peix o carn picada (per a fer hamburgueses, mandonguilles, farcits) es poden usar llegums (fabes, llenties, cigrons, etc.) cuites i xafades amb una forquilla, que igualment es poden barrejar amb pa ratllat, ou, espècies o llaminadures com si ho fòsssin de carn. En realitat són variants de falàfels.
Les pastilles de brou de carn són prescindibles, però si hom vol donar gust a una sopa, un estofat, etc. es pot fer per exemple amb brou de verdures, amb l'aigua de coure algunes verdures (mongetes, pèsols, col, bròquil, etc.) o amb una picada.
El saïm es pot substituir pel mateix pes d'oli d'oliva o de mantega. En el cas d'alguns dolços tradicionals, com l'ensaïmada, el resultat no resultarà exactament igual en gust i textura, però tindrà bon gust i aspecte, tot i que diferent, i serà vegetarià.
El quall animal es pot substituir per pistils de card picats i la gelatina per agar-agar.
Els vegans poden substituir la mel per sucre o caramel líquid, la llet de vaca per llet d'ametlla, els ous de les truites per farina dissolta en aigua i els ous dels pastissos per fruita (plàtan aixafat, poma o pera cuita, etc.). En aquests casos, en general, ls resultats en aspecte i gust canvien força més respecte als de les receptes originals.

## Succedanis

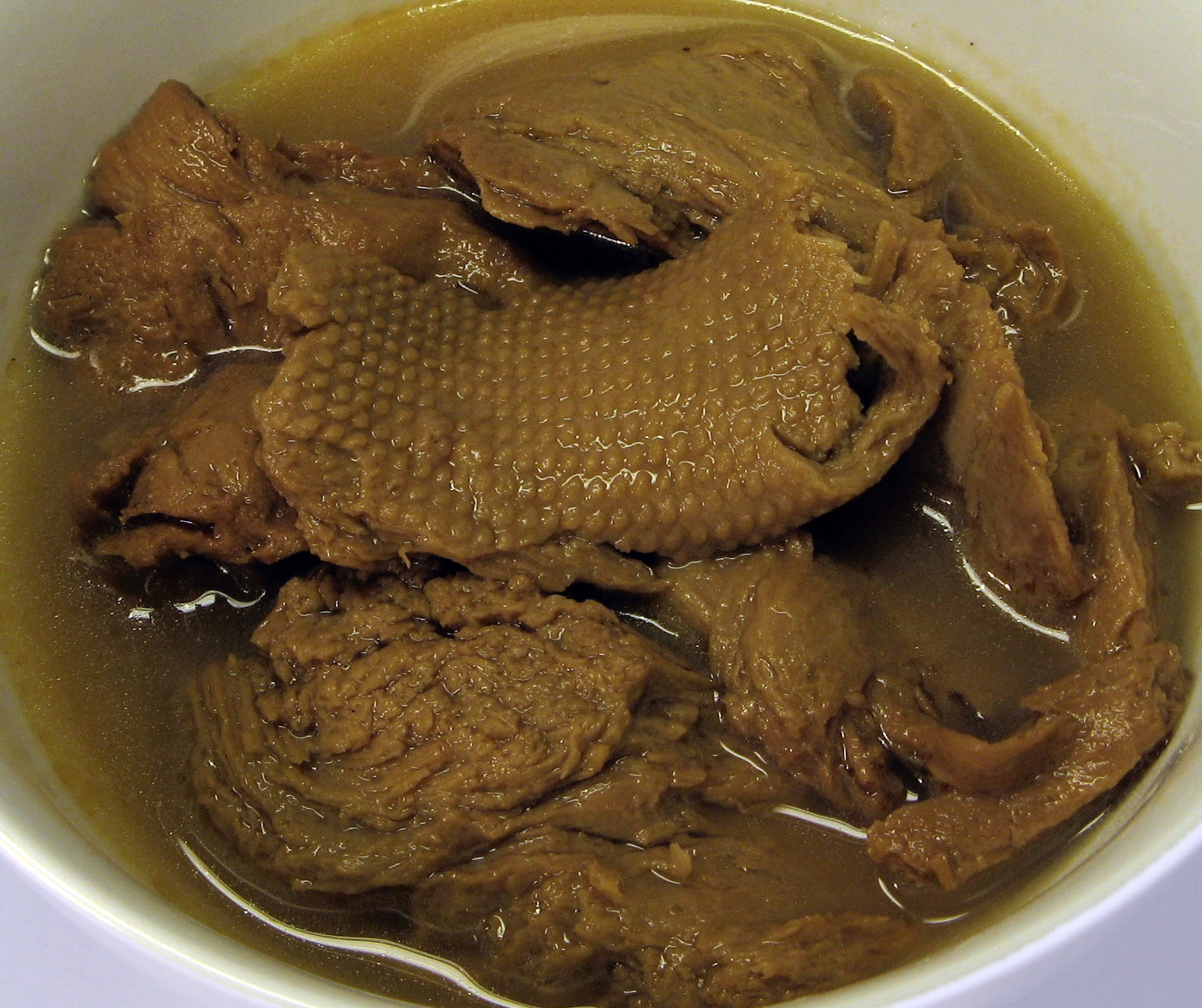
Imitació vegetariana d'ànec feta amb gluten de blat, productes de soia, sal i sucre. Es ven ja preparat, en llaunes, i només cal escalfar-lo.

Existeixen productes que intenten imitar la carn, per exemple, o fins i tot de vegades plats o receptes senceres que contenen carn, sovint productes típics del menjar escombraria estatunidenc: entrepans d'hamburguesa, de frankfurt, bunyols de pollastre, etc. Els succedanis de carn es fan amb una barreja de productes industrials i gran quantitat d'additius per a donar i per a treure textures i aromes (color, gust i olor).
Els productes més habituals que s'usen per a fabricar succedanis de carn industrials són el gluten de blat; la proteïna vegetal texturitzada (PVT), que pot ser proteïna de soia; altres productes de soia, com la llet de soia coagulada o les seves llavors cuites fermentades; microproteïnes diverses; etc.